# Фогель, Юрий Викторович
Юрий Викторович Фогель — советский спортсмен. Позывной — UW9WK, с 1970 — UL7IAF. Бронзовый призёр Чемпионата СССР по радиосвязи на КВ телефоном. Мастер спорта СССР международного класса.
В конце 1992 года в городе Ишимбае открыл первое местное телевидение, канал «ИТВ-6».

## Биография
Юрий Фогель в школьном возрасте вместе со семьей переехал в город Ишимбай. Увлекался изучением радиотехники по журналам «Радио», «Техника молодёжи», «Моделист-конструктор».
1957—1959 — учеба в ремесленном училище.
1962—1965 — служба в Советской Армии (в г. Чирчике, Узбекская ССР), рядовой — радиомастер.
1966—1967 — Ишимбайская контора связи «Башнефть», радиомастер.
1967—1971 — Ишимбайское районное управление газопроводов, инженер.
06.1971 — 07.1974 — Челкарское районное управление газопровода «Бухара — Урал», газокомпрессорная станция № 12, начальник службы связи ст. Солёная, Актюбинская область, Казахская ССР.

### Спорт
Радиоспорт в Ишимбае организовывал совместно с Анатолием Саушиным.

Первые индивидуальные позывные радиолюбителей-коротковолновиков в нашем городе были выданы Государственной инспекцией электросвязи Ю. В. Фогелю и А. З. Саушину. Именно Анатолий Захарович и стал основателем массового коротковолнового радиолюбительского движения в нашем городе. В конце 60-х годов он работал преподавателем электротехники в ГПТУ-28. В 1969-м в здании этого профессионального училища им была открыта первая коллективная радиолюбительская радиостанция г. Ишимбай с позывным сигналом UA9KWS.
Аппаратура для коллективной станции была изготовлена совместно с Юрием Викторовичем Фогелем. С открытием первой коллективной радиостанции в Ишимбае стало развиваться массовое движение коротковолновиков-наблюдателей. — Иванов, Петр. Здравствуйте, мы снова в эфире!//газ. Восход, февраль, 2010
1971—1974 — проживая в Актюбинской области Казахстана работал в эфире позывным UL7IAF, стал бронзовым призёром Чемпионата СССР по радиосвязи на коротких волнах телефоном.
29 декабря 1972 — присвоен спортивный разряд «Кандидат в мастера спорта СССР».
1978 — начальник коллективной радиостанции UK9WBR в городе Ишимбае. Сконструировал Лампово-полупроводниковый трансивер конструкции Фогеля Ю. В. (UW9WK).
1979 — награждён знаком ДОСААФ СССР «За активную работу».
1988 — награждён дипломом Федерации радиоспорта СССР и Центрального радиоклуба СССР за 1 место в соревнованиях «Миру-Мир».
1989 — присвоено звание «Мастер спорта СССР международного класса» по радиоспорту.
Ю. В. Фогель являлся лучшим SSB-оператором Башкирии.

## Память
Ежегодно проводится Мемориал Ю. В. Фогеля. Соревнования проводятся региональным отделением Союза радиолюбителей России (СРР) по Республике Башкортостан и Радиочастотным центром (РЧЦ) Приволжского федерального округа (Уфимский филиал)